# ابن دراج قسطلی
ابن دَرّاج قسطلی (۹۵۸-۱۰۳۰م) شاعر و کاتب عربی اندلسی بود.

## زندگی
نسبش «ابوعمر احمد بن محمد بن العاصی بن احمد بن سلیمان بن عیسی بن دَرّاج» ذکر شده است که اصل این تبارنامه، از خاندانی بربر صنهاجه بود که در زمان فتح اسلامی با طارق بن زیاد به اندلس آمدند. این خانواده در قسطلة از توابع جَیّان شرق قرطبه ساکن شدند.